# 韋氏黃魴鮄
韋氏黃魴鮄，為輻鰭魚綱鮋形目牛尾魚亞目黃魴鮄科的其中一種，分布於西印度洋區，從索馬利亞至南非納塔爾海域，棲息深度可達476公尺，體長可達15公分，為底棲性魚類，屬肉食性。

## 擴展閱讀
維基物種上的相關：韋氏黃魴鮄